# 아무르표범

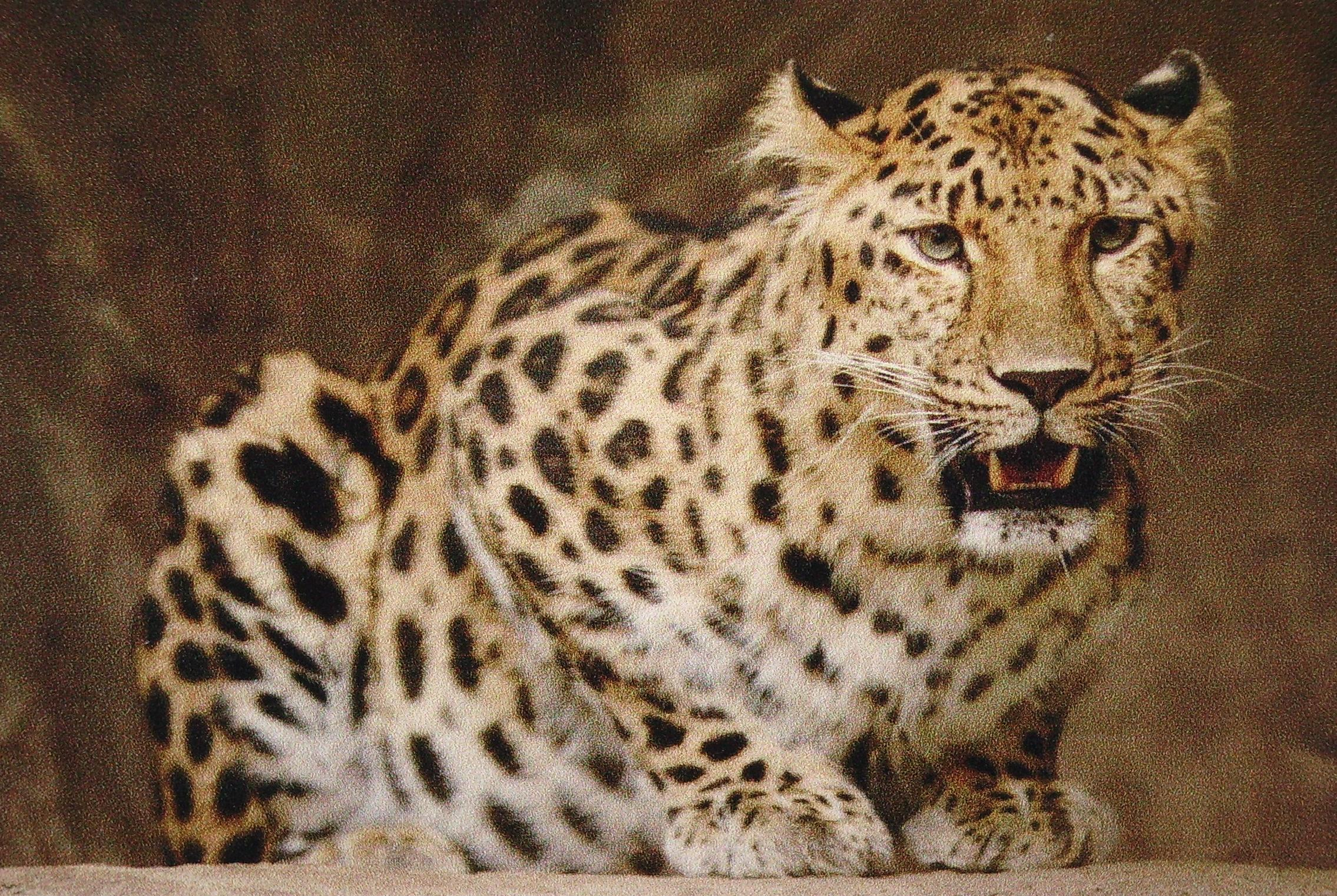
아무르 표범

아무르표범(학명: Panthera pardus orientalis; 영어: Amur leopard)은 심각한 멸종위기에 놓여있는 표범의 아종이다. 한반도, 러시아, 만주를 비롯한 극동지역에 한때 널리 분포했던 종이나, 지금은 서식지가 협소하게 줄어들었다.

## 형태
한국표범은 보다 작아서 몸통 길이 156 ~ 192.5cm, 꼬리 70 ~ 83cm, 귀 7 ~ 9.7cm, 뒷발 20.5 ~ 29.1cm 정도이다. 꼬리는 가늘며 몸통 길이의 절반 보다 길다. 머리는 크고 둥글며 귓바퀴는 둥글고 짧으며, 코는 약간 뾰족하고 눈은 둥글고 목은 짧다. 털색은 일반적으로 황색 또는 황적색으로 몸체, 네 다리 및 꼬리에 검은 점무늬가 산재해 있다. 허리 부분과 몸 옆면의 무늬에는 중앙에 담황갈색 털이 나 있어 엽전처럼 보인다.

## 생태
대개 고산 지대의 산림 속에서 살며 높지 않은 바위 산에서는 바위 굴에서 산다. 먹이는 들쥐, 등줄쥐, 고라니, 노루, 멧돼지, 멧토끼, 사슴, 산양, 다람쥐, 작은 새 등을 잡아먹으며 먹이가 부족하면 꿩이나 메추라기, 비둘기와 같은 새나 닭, 오리 같은 가금류도 잡아먹는다. 때로는 촌락의 개나 송아지, 돼지 같은 가축을 습격하기도 한다. 교미 시기는 겨울 또는 봄이며, 임신 약 100 일 뒤에 1 ~ 5 마리의 새끼를 낳는다. 새끼는 태어난 지 2, 3년이면 성적으로 성숙한다. 활동은 해 진 뒤나 새벽에 주로 활동한다. 성질은 사나우며 단독으로 행동한다. 행동이 고양이처럼 민첩하고 나무를 잘 탄다. 한반도의 혹독한 추위에 잘 적응했으며, 사람을 잘 공격하지 않는 동물로 알려져 있다.
이유는 표범은 나무에서 땅으로 뛰어내려도 다치지 않기 때문이다.

## 국제적인 보호

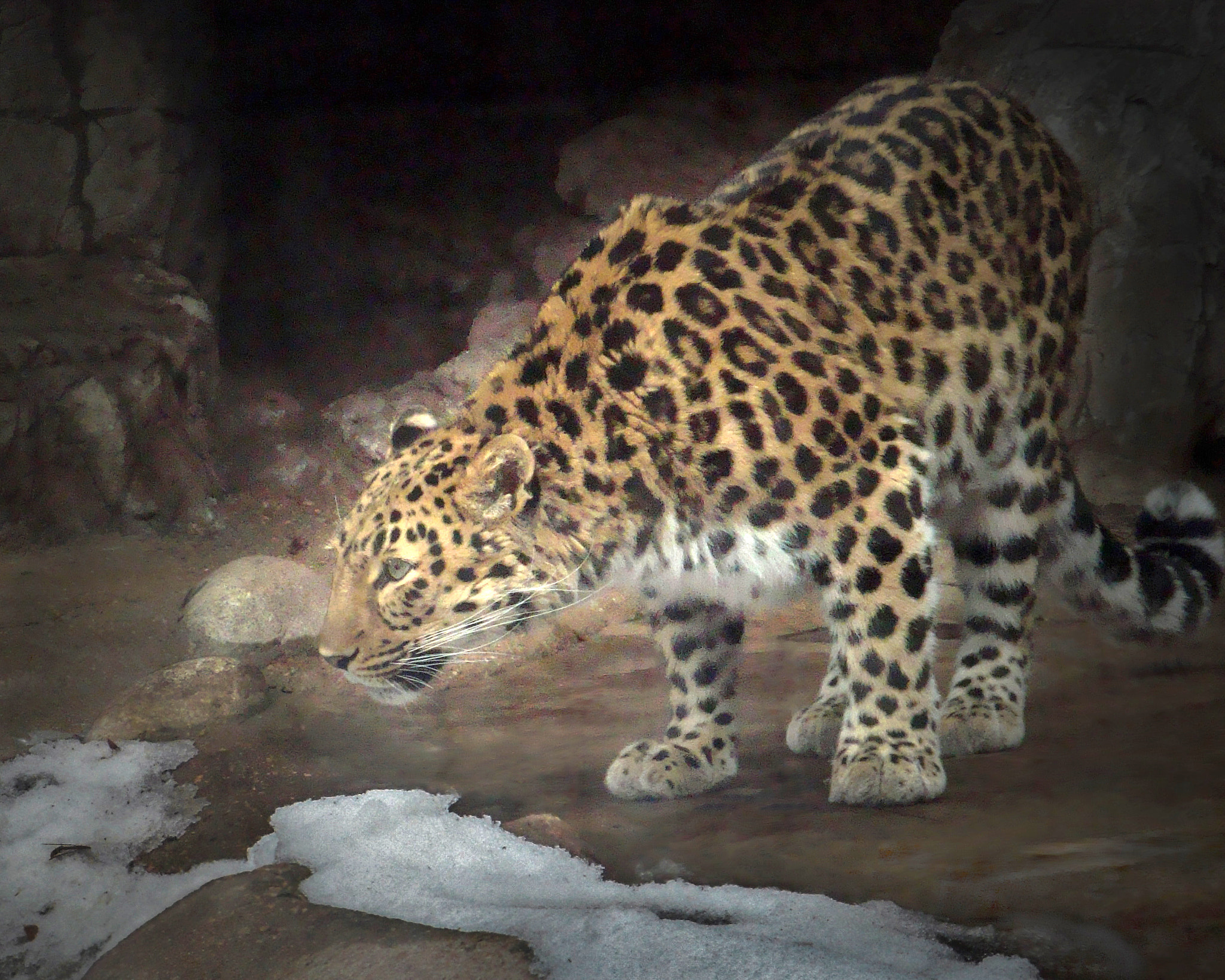
덴버 동물원의 아무르표범

아무르표범은 현재 한반도와 만주, 러시아 극동지방에서 100여 마리가 생존하는 멸종위기종이다. 현재는 어느정도 개체수가 증가했다. 러시아에서는 북한과 인접한 지역에 대부분의 개체가 생존하고 있다. 중국에서는 5~10여마리가 생존하고 있다. 한반도에서 아무르표범의 수가 급격히 감소하면서 그 영향은 러시아로 확대되었다. 러시아의 경우 소련의 동물보호정책으로 수가 늘어났으나 소련의 해체 이후에 거의 멸종위기로 몰렸다. 현재 WWF가 보호활동을 펼치고 있다.

## 한반도의 아무르표범

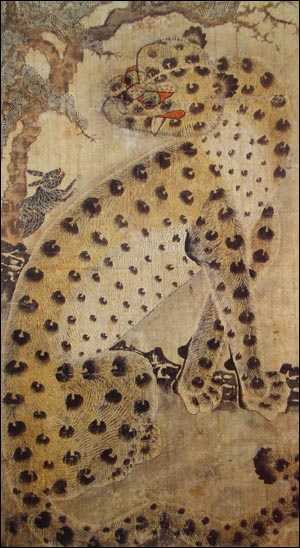
토끼와 표범을 함께 그린 그림

한국호랑이와 한국표범을 함께 그린 조선의 그림

호랑이와 함께 범으로 불렸으며, 표범만을 따로 일컫는 말로는 '돈점박이', '돈범', '매화범'이 있었다. 대한민국에서는 한국표범이라고도 불린다.
삼국지 위서 동이전에서는 문표가 동예의 특산품이었다는 언급이 있다.
아무르표범은 연해주나 만주 지방보다는 한반도에 주로 서식하여 한국표범이나 조선표범으로 불렸다. 동물학자 헤르만 슐레겔이 기준표본으로 쓴 아무르표범이 잡힌 곳은 한반도였다고 한다. 호랑이의 수가 줄어든 19세기와 20세기 초까지만 해도 한반도 전역에 흔하게 서식하였으며, 까치와 호랑이(범)를 그리는 호작도 민화에도 호랑이를 대신하여 자주 등장하였다. 이 그림의 뿌리는 중국에 있다고 알려져 있으며, 표범과 까치를 함께 그리는 ‘표작도’는 ‘기쁨으로 보답한다’는 뜻을 가지고 있다. 신년보희를 상징하는 까치 표범 그림이 조선으로 넘어오면서 중국의 표범이 조선에 와서 호랑이로 바뀌어 ‘호작도’ 그림으로 바뀐 것이다.
하지만 일제강점기에 유해조수 제거를 구실로 한 일본의 무자비한 사냥으로 개체수가 급감하였다. 일제강점기에 잡힌 기록은 624마리로 보이나 실제로는 수 천마리가 포획된 것으로 보인다. 해방이 지난 뒤에는 서식지가 줄었들었고 한국전쟁으로 서식지가 파괴되었으며 개체수도 급격히 줄어들었다. 그 때의 기록을 보면 천 마리 이상 포획이 됐다고 한다.
대한민국에서는 1962년 합천군 오도산에서 포획된 이후 목격되지 않고 있다. 마지막으로 포획된 개체는 창경원에서 살다 1973년에 죽었다. 하지만 이후에도 매년 목격담이 들리고 있으며 강원도와 경상도 일대에서 많이 들리고있다.
북한에서는 1999년 개마고원 지역과 2003~2004년 함경남도 영광군 천불산에서 서식이 확인된 바 있다.
그러나 북한은 워낙 폐쇄적이라 현재의 현황은 아직 모른다. 크낙새는 연합뉴스tv에서 조선중앙텔레비전의 방송영상을 보도하면서 생존이 확인됐지만 표범과 호랑이는 제대로된 현황파악이 되지 않고 있다.

## 복원
현재 아무르표범은 환경부 지정 멸종위기 야생생물 Ⅰ급으로 지정되어 있다.
서울대공원에는 중국 하얼빈동물원에서 들여온 아무르표범이 새끼를 낳았다.
2016년 한국 표범의 게놈지도가 세계 최초로 완성되었다.

## 같이 보기
- 표범
- 잔지바르표범
- 시베리아 호랑이
- 아무르 삵
- 몽골 늑대
- 한국 도마뱀